# Citroën C4 Cactus
Citroën C4 Cactus är en mindre familjebil som byggs av Citroën i Spanien. C4 Cactus räknas till golfklassen trots att den bygger på PSA PF1-plattformen som även används för Citroën C3 och DS3. Ett kännetecknande drag för Cactus är “Airbump”-sektionerna som skyddar bilen från dörruppslag på parkeringar.

## Priser
C4 Cactus fick designpriset "2015 World Car Design of the Year".

## Tillverkning och försäljning
Tillverkningen började våren 2014 i PSAs Villaverde-fabrik i Madrid. Försäljningen började i Frankrike i juni 2014. Den tillverkas som 5-dörrars crossover halvkombi. Motoralternativen är 1.2 l trecylindrig bensinmotor (82 eller 110 hk) eller 1.6 l fyrcylindrig diesel (92 eller 100 hk).
Trots crossover-utseendet finns ingen fyrhjuldriven version, och den plattform bilen bygger på finns inte heller med det alternativet.

## Generation 2
2018 kom en uppdaterad modell med förbättrad komfort och lite mer ”vanligt” utseende. De stora Airbump-partierna minskades och blev lite mer diskreta. I samband med denna uppdatering försvann den tidigare C4-modellen, och Cactus ersatte den på marknaden.